# Meliboeus alfierianus
Meliboeus alfierianus es una especie de escarabajo barrenador metálico del género Meliboeus, familia Buprestidae, orden Coleoptera.

## Taxonomía
Fue descrita por Théry en 1935 y publicada en Théry A. Notes sur quelques Buprestides nouveaux ou intéressants d'Egypte. Bulletin de la Société Royale Entomologique d'Egypte 19:146-155. (1935).